# Jean Raymond-Laurent
Jean Raymond-Laurent, né le 20 juillet 1890 à Nîmes (Gard) et mort le 26 mars 1969 à Paris, est un homme politique français démocrate chrétien, cofondateur du Parti démocrate populaire (PDP) et député sous la troisième puis sous la quatrième République. Il est secrétaire d'État aux Forces armées en 1949 et 1950.

## Biographie
Raymond Laurent fait ses études au Lycée d’Amiens et milite au sein du Sillon fondé de Marc Sangnier. Il séjourne ensuite aux États-Unis et en Amérique Latine. À son retour en France, il s’engage dans les Républicains démocrates de la Seine dirigé par Georges Thibout et en devient le secrétaire en 1912.
Mobilisé au sein de l’infanterie en 1914, il est blessé au Bois-le-Prêtre. Après la guerre, il est l’un des cofondateurs de l’Union nationale des combattants (UNC). Néanmoins, c’est dans le domaine politique qu’il consacre la majorité de son activité. Membre des Républicains démocrate de la Seine, Raymond-Laurent aspire, comme de nombreux hommes de la démocratie chrétienne, à l’unité de ces derniers au sein d’un parti politique ainsi qu’à leur visibilité par la fondation d’un groupe parlementaire. En ce sens, il est l’initiateur de la création de L’Âme française (1917-1924)  avec Ernest Pezet et Robert Cornilleau mettant en contact les Républicains démocrates, la Ligue de la jeune République et le catholicisme social (Association catholique de la jeunesse française, CFTC et les Semaines sociales de France) puis prend part au  Bureau d’action civique (BAC) créé à l’automne 1923 en vue des législatives de 1924.
Cofondateur du Parti démocrate populaire (PDP) en 1924, il en devient l'un de ses hommes forts en occupant le poste stratégique de secrétaire général (1924-1940). Tout en demeurant un membre actif de la Confédération française des travailleurs chrétiens (CFTC), Raymond-Laurent consacre l’essentiel de son temps au parti dont il élabore sa doctrine lors des congrès de 1924 et de 1928 et met en place son organisation interne et ses moyens de propagande.
Il est élu député de la 1e circonscription de Saint-Étienne lors d'une élection partielle en juin 1938 à la suite de l'élection d'Antoine Pinay au Sénat. Inscrit au sein du groupe des démocrates populaires, Raymond-Laurent est membre de la Commission de l’armée ainsi que de celle des mines et des forces motrices. Il fait partie de la délégation de députés en voyage d’information en Catalogne et prendra fait et cause pour le combat des républicains espagnols contre le régime de Francisco Franco, soulignant l’implication des régimes autoritaires (l’Italie et l’Allemagne) en Espagne. Lucide face au danger de l’hitlérisme, opposé aux accords de Munich, Raymond-Laurent vote cependant les pleins pouvoirs au Maréchal Pétain le 10 juillet 1940.
Il semble d'abord suivre le régime de Vichy, donnant des conférences sur la famille et recevant la Francisque. Néanmoins, il s'engage parallèlement dans la Résistance en participant au Groupe de la rue de Lille, fonde avec Emmanuel Mounier Temps Nouveau (1940-1941) et prend une place importante au sein de la presse clandestine à Lyon. 
À la Libération, il participe à la fondation du Mouvement républicain populaire (MRP) en 1944. Il est député de la Manche sous les couleurs de ce parti, de 1945 à 1958. Il participe au Gouvernement en tant que secrétaire d'État aux forces armées d'octobre 1949 à juillet 1950. L’avènement de la Ve République et d’une nouvelle Constitution marque la fin de sa carrière politique.

## Carrière politique

### Mandats électifs
- Conseiller municipal de Paris (1925-1937), vice-président (1930-1936) puis président (1936-1937) du Conseil municipal de Paris.
- Conseiller général de la Seine.
- Député de la Loire, membre du groupe parlementaire des démocrates populaires (PDP) (1938-1942).
- Député de la Manche, membre du groupe parlementaire du MRP (1945-1958).

### Fonctions gouvernementales
- Secrétaire d'État aux Forces armées du gouvernement Georges Bidault (2) (du 28 octobre 1949 au 7 février 1950).
- Secrétaire d'État aux Forces armées du gouvernement Georges Bidault (3) (du 7 février 1950 au 24 juin 1950).
- Secrétaire d'État aux Forces armées (Marine) du gouvernement Henri Queuille (2) (du 2 au 4 juillet 1950).

## Distinctions
- Médaillé militaire, Croix de guerre 1914-1918.
- Officier de la Légion d'honneur au titre des Affaires étrangères pour ses missions dans les années 1920 aux États-Unis, au Canada, au Proche-Orient et en Europe centrale.
- Médaillé de la Résistance, Croix du combattant volontaire de la Résistance.

## Œuvres
- Manuel politique et social : le programme des républicains-démocrates, Paris, Spes, 1924.
- Manuel politique et social : le programme du parti démocrate populaire (avec Marcel Prélot), Paris, Spes, 1928.
- Paris, sa vie municipale, Paris, Éditions Goode, 296p, 1931.
- Paris sa vie municipale, Paris, Société française, 271p, 1937.
- Les origines du Mouvement Républicain Populaire, Paris, Éditions du Mail, 71p, 1947.
- Le parti démocrate populaire, 1924-1944. La politique intérieure et extérieure de la France entre les deux guerres : 1919-1939, Le Mans, Imprimerie générale, 1965.

Les Archives de Paris conservent un fonds d'archives : sous-série D51Z, archives personnelles de Jean Raymond-Laurent.